# Ragnar Jónasson
Ragnar Jónasson (Reykjavík, 20 luglio 1976) è uno scrittore e giornalista islandese.

## Biografia
Nasce a Reykjavík. Oltre ad essere uno scrittore esercita la professione di avvocato, di giornalista e di traduttore. Inoltre, insegna Diritto d'autore presso l'Università di Reykjavík.
Come traduttore, diviene noto per le sue traduzioni delle opere di Agatha Christie in islandese.
Come scrittore, diviene noto a livello internazionale per la serie Dark Iceland (in italiano, Misteri d'Islanda), con protagonista il detective Ari Þór.
È membro della UK Crime Writers' Association, ed è cofondatore di Iceland Noir.
Vive a Reykjavík.

## Opere

### Serie Misteri d'Islanda
- 2010 - L'angelo di neve (Snjóblinda). Traduzione Marsilio, 2018
- 2011 - I giorni del vulcano (Myrknætti). Traduzione Marsilio, 2019
- 2012 - Fuori dal mondo (Rof). Traduzione Marsilio, 2020
- 2013 - La donna del faro (Andköf). Traduzione Marsilio, 2020
- 2014 - Notturno islandese (Náttblinda). Traduzione Marsilio, 2021
- 2020 - La ragazza nella tormenta (Vetrarmein). Traduzione Marsilio, 2022

### Trilogia di Hulda
- 2015 - La signora di Reykjavík (Dimma). Traduzione Marsilio, 2022
- 2016 - L'isola (Drungi). Traduzione Marsilio, 2023
- 2017 - Il sogno di Unnur (Mistur). Traduzione Marsilio, 2024

### Altri romanzi
- 2018 - Þorpið. Inedito in italiano
- 2019 - Hvítidauði. Inedito in italiano
- 2021 - Úti. Inedito in italiano